# Będków (powiat bełchatowski)
Będków – osada w Polsce położona w województwie łódzkim, w powiecie bełchatowskim, w gminie Kleszczów.
W latach 1975–1998 miejscowość należała administracyjnie do województwa piotrkowskiego.